# Acontia axendra
Acontia axendra är en fjärilsart som beskrevs av William Schaus 1898. Acontia axendra ingår i släktet Acontia och familjen nattflyn. Inga underarter finns listade i Catalogue of Life.